# Мелроуз-Парк (Іллінойс)
Мелроуз-Парк (англ. Melrose Park) — селище (англ. village) в США, в окрузі Кук штату Іллінойс. Населення — 24 796 осіб (2020).

## Географія
Мелроуз-Парк розташований за координатами 41°54′10″ пн. ш. 87°51′51″ зх. д. / 41.90278° пн. ш. 87.86417° зх. д. (41.902895, -87.864303).  За даними Бюро перепису населення США в 2010 році селище мало площу 10,98 км², уся площа — суходіл.

## Демографія
Згідно з переписом 2010 року, у селищі мешкало 25 411 особа в 7958 домогосподарствах у складі 5701 родини. Густота населення становила 2315 осіб/км².  Було 8525 помешкань (777/км²).
Расовий склад населення:
| - 57,0 % — білих - 5,9 % — чорних або афроамериканців - 1,8 % — азіатів - 0,5 % — корінних американців - 31,8 % — осіб інших рас |

До двох чи більше рас належало 3,1 %. Частка іспаномовних становила 69,6 % від усіх жителів.
За віковим діапазоном населення розподілялося таким чином: 30,0 % — особи молодші 18 років, 60,3 % — особи у віці 18—64 років, 9,7 % — особи у віці 65 років та старші. Медіана віку мешканця становила 30,9 року. На 100 осіб жіночої статі у селищі припадало 100,4 чоловіків;  на 100 жінок у віці від 18 років та старших — 98,4 чоловіків також старших 18 років.
Середній дохід на одне домашнє господарство  становив 58 167 доларів США (медіана — 45 459), а середній дохід на одну сім'ю — 62 480 доларів (медіана — 49 419). Медіана доходів становила 35 704 долари для чоловіків та 26 153 долари для жінок. За межею бідності перебувало 17,9 % осіб, у тому числі 25,4 % дітей у віці до 18 років та 12,5 % осіб у віці 65 років та старших.
Цивільне працевлаштоване населення становило 11 550 осіб. Основні галузі зайнятості: виробництво — 24,9 %, освіта, охорона здоров'я та соціальна допомога — 14,2 %, мистецтво, розваги та відпочинок — 10,6 %, науковці, спеціалісти, менеджери — 10,1 %.